# Polizistenmord von Leipzig
Der Polizistenmord von Leipzig war ein Kriminalfall in der DDR im Jahr 1981, bei dem der Polizist Gerhard Gergaut ermordet wurde.

## Vorgeschichte
Gerhard Gergaut wurde am 18. Januar 1949 in Leipzig geboren. Nach seinem Grundwehrdienst bei der Nationalen Volksarmee ging er im Jahr 1971 zur Deutschen Volkspolizei. Er war dort im Streifendienst tätig. Er war verheiratet und hatte einen Sohn und eine Tochter.

## Tat
Der Anlagenmechaniker Helmut C. (* 1955) aus Leipzig war verheiratet und hatte zwei Kinder. Er hatte im Dezember 1980 bzw. im Januar 1981 den Plan entwickelt, ein Flugzeug zu entführen und damit dann in die Bundesrepublik zu flüchten. Er schlich sich am Abend des 14. Januar 1981 in eine Kaserne der NVA und raubte dem Postenführer Jürgen P. seine Dienstwaffe, eine Kalaschnikow mit 60 Schuss Munition. Damit begab er sich auf den Weg zum Flughafen Schkeuditz, um dort ein Flugzeug zu kapern. Die NVA-Dienststelle alarmierte die Volkspolizei, die eine Fahndung nach Helmut C. auslöste.
An diesem Abend begann für Gerhard Gergaut der Nachtdienst. Er machte sich nach einer Weisung des Vorgesetzten dann gemeinsam mit seinem Kollegen Lutz Hartwig auf die Suche nach Helmut C. Als sie am 15. Januar 1981 kurz nach Mitternacht mit ihrem  Lada 2103-Dienstwagen durch die Slevogtstraße fuhren, stießen sie auf ihn. Helmut C. eröffnete sofort das Feuer auf die beiden im Wagen sitzenden Polizisten und schoss dabei fast das gesamte Magazin leer. Gergaut wurde von zahlreichen Schüssen getroffen und erlag noch am Tatort seinen inneren Verletzungen. Er starb drei Tage vor seinem 32. Geburtstag. Sein Kollege Lutz H., welcher ebenfalls von mehreren Kugeln getroffen wurde, überlebte schwer verletzt. Helmut C. flüchtete zunächst, konnte aber noch in derselben Nacht von der Volkspolizei festgenommen werden. Er kam in Untersuchungshaft und gestand in den Vernehmungen seine Taten.

## Verurteilung
Helmut C. wurde am 19. Juni 1981 vom Bezirksgericht Leipzig wegen Mordes in Tateinheit mit Terror und wegen unerlaubten Waffenbesitzes zu lebenslanger Haft verurteilt. Im Jahr 1991 wurde er aus dem Gefängnis entlassen.
Der NVA-Postenführer Jürgen P. wurde am 8. April 1981 vom Militärgericht in Halle (Saale) wegen Verletzung der Dienstvorschriften und einer Falschaussage zu einem Jahr und drei Monaten Haft verurteilt. Er hatte zunächst behauptet, dass er von Helmut C. von hinten angegriffen und brutal niedergeschlagen wurde. Später stellte sich jedoch heraus, dass er sich von Helmut C. in ein Gespräch verwickeln lassen hatte und ihm so unbefugt den Zutritt zu seinem Postenbereich in der Kaserne ermöglichte.

## Medien
In der DDR-Presse wurde der Fall im Jahr 1981 lediglich in einer knappen Mitteilung in einer Tageszeitung öffentlich publiziert.
Erst nach der friedlichen Revolution in der DDR erlangte der Fall eine höhere Bekanntheit, so berichteten einige Tageszeitungen dann darüber auch mit der Überschrift Der Polizistenmord von Leipzig bzw. auch Der Amokschütze von Leipzig.
In der fünften Folge der ZDF-Dokumentationsreihe Mysteriöse Kriminalfälle der DDR (Erstausstrahlung: 20. August 2019) wird das Geschehene ebenfalls thematisiert.